# Stazione di Genova Pra (1856)
La stazione di Genova Pra era una fermata ferroviaria situata sulla linea Genova-Ventimiglia, nel quartiere di Pra'. In servizio dal 17 gennaio 1856 al 2 aprile 2006, venne dismessa a causa dello spostamento della linea verso la costa e venne sostituita da un nuovo impianto.

## Storia

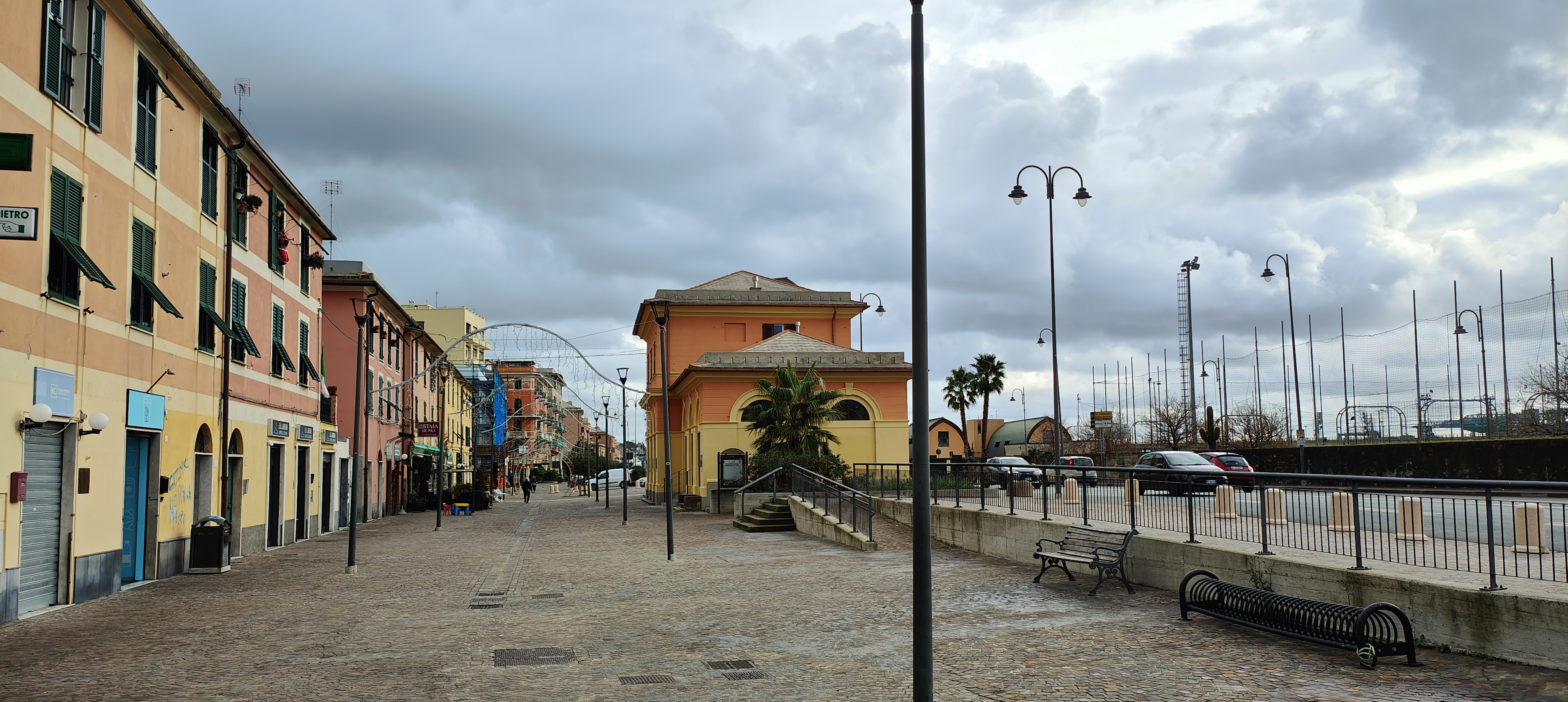
L'ex fabbricato viaggiatori visto dal lato esterno, l'ex sede ferroviaria è stata riutilizzata per il ricollocamento della via Aurelia

La stazione venne attivata il 17 gennaio 1856 in concomitanza dell'apertura al servizio della linea Sampierdarena-Voltri.
Nel 1926, in conseguenza dell'aggregazione a Genova dei comuni limitrofi, assunse la nuova denominazione di "Genova Pra".
Dal 1878 al 1966 la stazione ha posseduto come interscambio la rete tranviaria di Genova. Nel 1973 la stazione venne trasformata in fermata presenziata.
Venne dismessa il 2 aprile 2006 in occasione dello spostamento a mare della sede ferroviaria previsto nell'ambito della riqualificazione urbana del quartiere di Pra'. Nel contempo è stata inaugurata la nuova stazione di Genova Pra ed è stata dismessa la vecchia linea e successivamente smantellata, posta sulla via Aurelia.
Da fine febbraio 2024 con un investimento di 12 milioni di euro l'ex stazione è divenuta un centro di trasferimento tecnologico per ricerche, un hub, incubatore di imprese per la digitalizzazione.

## Strutture e impianti

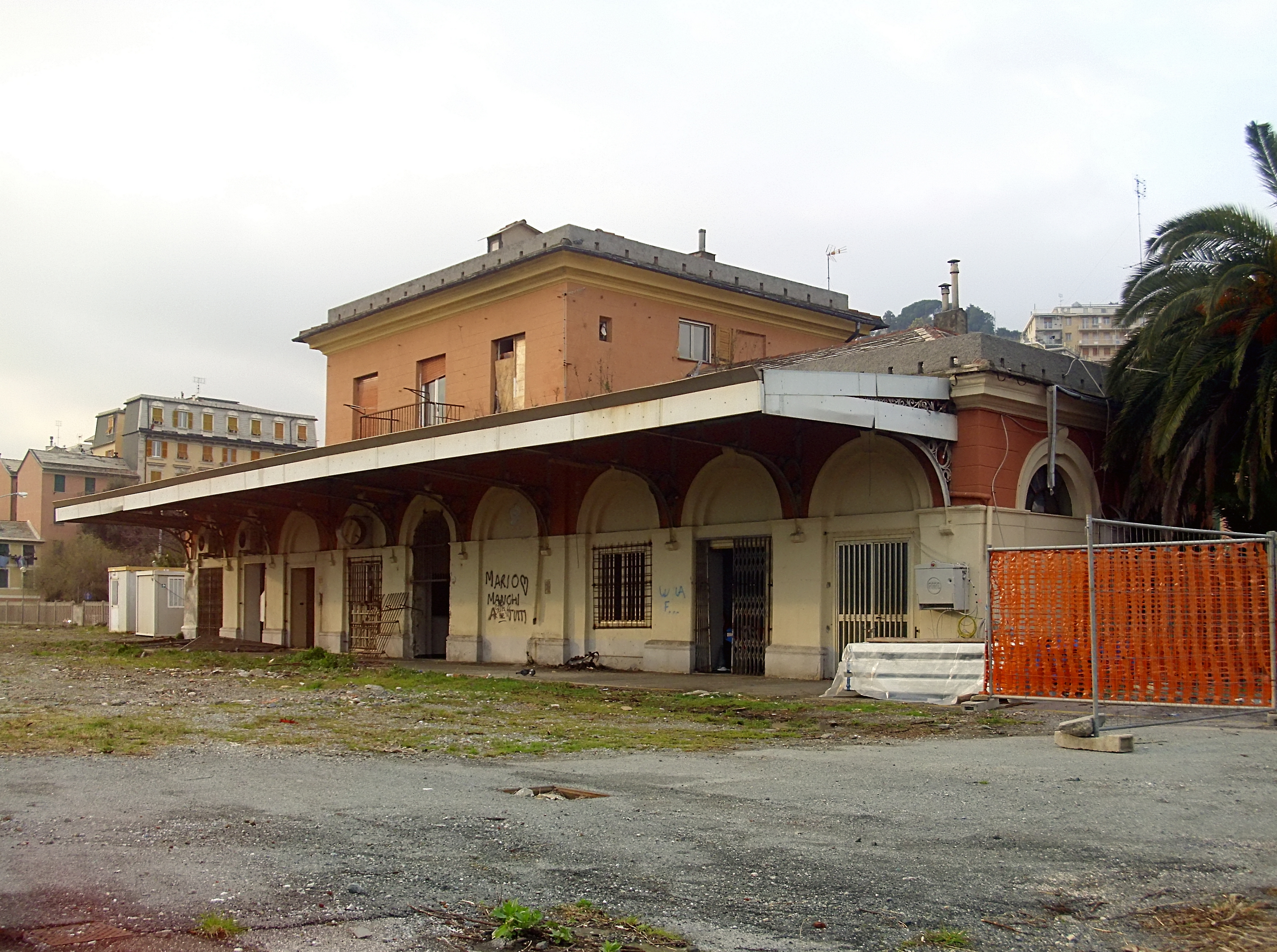
Il vecchio fabbricato viaggiatori a marzo 2015, lato piazzale, in stato di semi abbandono

La fermata si componeva di un fabbricato viaggiatori e di due banchine, tutte e due dotate di pensilina, che servivano i due binari di corsa della linea. In seguito alla soppressione vennero smantellati i due binari, l'elettrificazione e la pensilina in cemento presente sulla seconda banchina; era inoltre dotata di uno scalo merci con due binari secondari, uno lato monte a Levante ed uno lato mare a Ponente, ed una gru, per il carico e scarico di merci, posta poco a Levante del magazzino.

## Movimento
La fermata era servita dai treni regionali svolti da Trenitalia nell'ambito del contratto di servizio stipulato con la Regione Liguria.